# Cassinasco
Cassinasco (Casors en piemontès) és un municipi situat al territori de la província d'Asti, a la regió del Piemont (Itàlia).
Limita amb els municipis de Bubbio, Calamandrana, Canelli, Monastero Bormida, Rocchetta Palafea i Sessame.
Pertanyen al municipi les frazioni de Caffi i Bricco Bosetti.

## Galeria fotogràfica

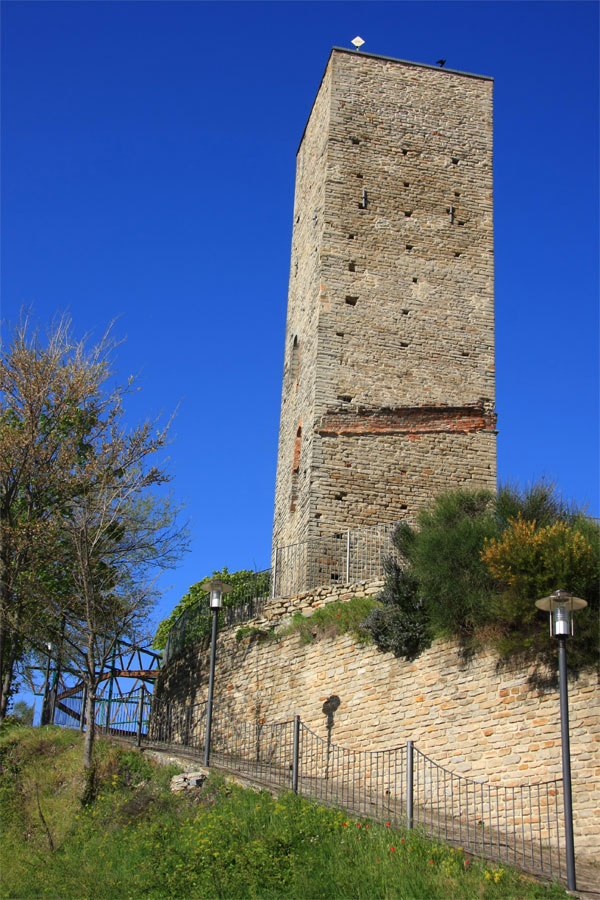
Torre del Castell